# Rabbi Nahman Chazan
Pour les articles homonymes, voir Chazan.
 (mai 2025).
La mise en forme du texte ne suit pas les recommandations de Wikipédia : il faut le « wikifier ».
Les points d'amélioration suivants sont les cas les plus fréquents. Le détail des points à revoir est peut-être précisé sur la page de discussion.
- Les titres sont pré-formatés par le logiciel. Ils ne sont ni en capitales, ni en gras.
- Le texte ne doit pas être écrit en capitales (les noms de famille non plus), ni en gras, ni en italique, ni en « petit »…
- Le gras n'est utilisé que pour surligner le titre de l'article dans l'introduction, une seule fois.
- L'italique est rarement utilisé : mots en langue étrangère, titres d'œuvres, noms de bateaux, etc.
- Les citations ne sont pas en italique mais en corps de texte normal. Elles sont entourées par des guillemets français : « et ».
- Les listes à puces sont à éviter, des paragraphes rédigés étant largement préférés. Les tableaux sont à réserver à la présentation de données structurées (résultats, etc.).
- Les appels de note de bas de page (petits chiffres en exposant, introduits par l'outil «  Source ») sont à placer entre la fin de phrase et le point final[comme ça].
- Les liens internes (vers d'autres articles de Wikipédia) sont à choisir avec parcimonie. Créez des liens vers des articles approfondissant le sujet. Les termes génériques sans rapport avec le sujet sont à éviter, ainsi que les répétitions de liens vers un même terme.
- Les liens externes sont à placer uniquement dans une section « Liens externes », à la fin de l'article. Ces liens sont à choisir avec parcimonie suivant les règles définies. Si un lien sert de source à l'article, son insertion dans le texte est à faire par les notes de bas de page.
- La présentation des références doit suivre les conventions bibliographiques. Il est recommandé d'utiliser les modèles {{Ouvrage}}, {{Chapitre}}, {{Article}}, {{Lien web}} et/ou {{Bibliographie}}. Le mode d'édition visuel peut mettre en forme automatiquement les références.
- Insérer une infobox (cadre d'informations à droite) n'est pas obligatoire pour parachever la mise en page.

Pour une aide détaillée, merci de consulter Aide:Wikification.
Si vous pensez que ces points ont été résolus, vous pouvez retirer ce bandeau et améliorer la mise en forme d'un autre article.
 (avril 2025).
Rabbi Nahman Chazan (1813–1884) fut un rabbin important dans la propagation et la pérennité du hassidisme de Breslev au milieu du XIXe siècle. Sa Hiloula ou Yortzeit (date de décès) est le 26 Nissan 5644 comme Yehoshoua bin Noun (disciple de Moshe Rabbeinou). 

## Mouvement Breslev
Le mouvement Breslev a été fondé par le Rebbe Nahman de Breslev, qui est décédé en 1810. Le disciple le plus proche de Rabbi Nahman, Rabbi Nathan de Breslov ("Reb Noson"), a été le disciple principal de Rabbi Nahman et sa plume dans la propagation de ses enseignements. Rabbi Nathan est celui qui a orchestré et instauré les bases solides du mouvement Breslev pour qu'il puisse perduré et se propager dans toutes les générations jusqu'à sa propre mort en 1844. 

## Biographie
Reb Nahman Chazan, le disciple le plus proche de Reb Noson, prit alors la direction spirituelle de la Hassidout Breslev afin de continuer à exister et croître pendant sa vie jusqu'à sa mort en 1884, pendant 40 ans.
Rabbi Nahman Chazan, dont son grand-père était un disciple de Rabbi Nahman, est né trois ans après le décès de Rabbeinou Nahman dont il tient son nom. Il est devenu orphelin étant enfant et élevé par son oncle Rabbi Reuven Yosef à Tulchyn, en Ukraine. Son père est Rabbi Avraham et sa mère la Rebbetzin Esther Sheindel, il avait une soeur Rachel. En 1822, il rencontre Reb Noson de passage lors de son pèlerinage pour Israël. Rabbi Nathan lui a fait une telle impression à l'âge de 9 ans qu'il décida de devenir son disciple. En grandissant, Rabbi Nahman Chazan devint le disciple le plus proche de Rabbi Nathan.
Il s'installa et vécut dans la ville de Breslev, où résidait Rabbi Nathan pendant 18 ans. Puis s'installa ensuite à Ouman, en Ukraine, la ville où Rabbi Nahman y est enterré, et y resta 18 ans. Ce qui a déplacé la Hassidout Breslev à Ouman, où celle-ci continue à faire jaillir les enseignements de Rabbi Nahman de part de le monde et attirer tout à chacun notamment lors du rassemblement chaque année à Rosh Hashanah.
Rabbi Nahman Chazan était un homme extrêmement modeste dont les actions trahissaient sa grandeur en matière d’érudition et de dévotions spirituelles. Il était le "Shamash du Kloyz" (celui qui s'occupe) de la synagogue Breslev à Ouman et remplissait régulièrement les seaux d'eau au profit des autres fidèles. En reconnaissance de son rôle de guide spirituel de la Hassidout, il dirigea les prières lors du kibboutz annuel de Rosh Hashana à Ouman. Son nom de famille, Chazan, vient de son rôle de chazzan (chantre) lors des prières.
Le fils de Rabbi Nahman Chazan, Rabbi Avraham Chazan, devint lui aussi une des figures marquantes de la communauté de Breslev après la mort de son père en 1884.

## Publications
Rabbi Nahman Chazan publia le premier volume du magnum opus de Reb Noson, Likoutei Halachot, alors que ce dernier était encore en vie. Après la mort de Reb Noson, Rabbi Nahman Chazan révisa et publia les sept volumes restants de cette œuvre.

## Enseignements
1. Levy Yitzchak Bender (en) relate ce que Reb Nahman Chazan enseigne au sujet de l'enseignement de Rabbi Nahman: "priez, étudiez, priez", que c'est plus facile de le faire à Shabbat. En effet pendant le matin du Shabbat il y a Shacharit (prière du matin) ("priez") puis la Kiryat HaTorah (la lecture de la Torah) ("étudiez") puis Moussaf (la prière additionnelle) ("priez")[2].
2. "Si Rabbi Nachman nous a enseigné que c'est une grande Mitsvah d'être toujours heureux, alors nous devons croire qu'il y a de quoi être heureux"[3].